# Yoke
Yoke est une localité du Cameroun, située dans l'arrondissement de Muyuka, le département du Fako et la région du Sud-Ouest.

## Population
En 1953, Yoke avait 541 habitants. En 1967, Yoke comptait 2 434 habitants, principalement des Balong. Lors du recensement de 2005, on a dénombré 5 344 personnes.